# Delta Profronde 1999
La Delta Profronde 1999, trentanovesima edizione della corsa, si svolse il 22 maggio su un percorso di 194 km, con partenza a Middelburg e arrivo a Goes. Fu vinta dall'olandese Servais Knaven della squadra TVM-Farm Frites davanti al tedesco Ralf Grabsch e al belga Wim Omloop.

## Ordine d'arrivo (Top 10)
| Pos. | Corridore          | Squadra               | Tempo    |
| ---- | ------------------ | --------------------- | -------- |
| 1    | Servais Knaven     | TVM-Farm Frites       | 4h24'05" |
| 2    | Ralf Grabsch       | Team Deutsche Telekom | a 8"     |
| 3    | Wim Omloop         | Spar-RDM              | s.t.     |
| 4    | Wim Feys           | Lotto-Mobistar        | s.t.     |
| 5    | Sven Nys           | Rabobank              | a 48"    |
| 6    | Maarten den Bakker | Rabobank              | a 53"    |
| 7    | Steven de Jongh    | TVM-Farm Frites       | s.t.     |
| 8    | Jans Koerts        | Team Cologne          | s.t.     |
| 9    | Jimmy Casper       | FDJ                   | s.t.     |
| 10   | Niko Eeckhout      | Palmans-Ideal         | a 1'56"  |